# Michael Stahl-David
Michael Stahl-David (Chicago, Illinois, 28 de outubro de 1982) é um ator norte-americano. É mais conhecido por seu papel como Sean Donnelly na série The Black Donnellys e o seu papel no filme Cloverfield – O Monstro, produzido por J. J. Abrams.

## Biografia
Michael, nasceu em Chicago, filho de médicos. Ele se formou no colégio Lincoln Park High School em 2001. Ele pertenceu ao programa de teatro na época do colégio. Se formou na universidade pela Columbia College, em Chicago, Illinois. Ele é o irmão mais velho de Eric Stahl-David e Andrew R. Stahl-David, ambos se formaram na Whitney Young High School. Antes de seu sucesso como ator, Michael foi um bem conhecido artista de graffiti em Chicago.

### Carreira
Stahl-David começou sua carreira atuando em 2001, quando ele interpretou um papel pequeno como "Rossetti" em New Port South. Mais tarde, em 2003, ele também desempenhou um papel menor como "Craig" em Uncle Nino. Durante este tempo ele era ativo na cena teatral de Chicago. Em 2004, ele foi indicado ao prêmio Joseph Jefferson Award Citation na categoria de Melhor Ator em um Papel de Apoio, por Lost in Yonkers no Eclipse Theatre Company em Chicago, Illinois. Ele apareceu em peças no Teatro Steppenwolf (One Arm, Theater District), Victory Gardens Theater (Cider House Rules, Lost in Yonkers) e Goodman (The Goat, Or Who is Sylvia?). Pouco tempo após a sua chegada em Nova York em 2005, ele apareceu como "Peter" em The Diary of Anne Frank no Papermill Playhouse. No inverno de 2007 ele recebeu críticas positivas por seu papel em The Overwhelming off Broadway.
Stahl-David começou sua carreira televisiva atuando em 2007, quando fez uma aparição como convidado na série, Law & Order: Criminal Intent, como "Riordan Grady" no episódio, "Players". Mais tarde no mesmo ano de 2007, David interpretou Sean Donnelly, um dos quatro irmãos irlandeses, na série de curta duração The Black Donnellys. Seu filme mais recente foi Cloverfield – O Monstro como "Rob Hawkins", com produção de J. J. Abrams. Em setembro de 2008, ele estrelou e dirigiu a série para web Michael Stahl-David: Behind the Star, que pode ser conferido no site de vídeos, YouTube.

## Filmografia
| Filmes    | Filmes                       | Filmes        | Filmes                              |
| Ano       | Título                       | Papel         | Notas                               |
| --------- | ---------------------------- | ------------- | ----------------------------------- |
| 2014      | In Your Eyes                 | Dylan Kershaw |                                     |
| 2013      | Mutual Friends               | Paul          |                                     |
| 2013      | The Bounceback               | Steve         |                                     |
| 2013      | Love & Air Sex               | Stan          |                                     |
| 2012      | Girls Against Boys           | Simon         |                                     |
| 2010      | No Deal                      | Mark          | Curta; produtor e escritor          |
| 2008      | Cloverfield                  | Rob Hawkins   | Protagonista                        |
| 2008      | The Project                  | Justin        |                                     |
| 2003      | Uncle Nino                   | Craig         |                                     |
| 2001      | New Port South               | Rossetti      |                                     |
| Televisão |                              |               |                                     |
| Ano       | Título                       | Papel         | Notas                               |
| 2022      | Good Sam                     | Caleb         | Papel principal                     |
| 2019      | Evil                         | Tom McCrystal | Episódio: "Rose390"                 |
| 2018      | The Deuce                    | Kenneth       | Papel principal (segunda temporada) |
| 2017      | Narcos                       | Chris Feistl  | 10 episódios                        |
| 2014      | New Girl                     | Ian           | 1 episódios                         |
| 2012      | Person of Interest           | Will Ingram   | 2 episódios                         |
| 2009      | Kings                        | Paul Ash      | 3 episódios                         |
| 2009      | Numb3rs                      | Josh Skinner  | 1 episódio                          |
| 2007      | The Black Donnellys          | Sean Donnelly | 14 episódios                        |
| 2007      | Law & Order: Criminal Intent | Riordan Grady | 1 episódio                          |

## Prêmios e Indicações
| Ano  | Resultado | Premiação         | Indicação                                 | Título                  |
| ---- | --------- | ----------------- | ----------------------------------------- | ----------------------- |
| 2008 | Indicado  | Teen Choice Award | Escolha de Ator de Filme: Horror/Thriller | Cloverfield – O Monstro |